# Серж Генсбур (станція метро)
48°52′53″ пн. ш. 2°25′39″ сх. д. / 48.881361111111° пн. ш. 2.4274305555556° сх. д.
Серж Генсбур (фр. Serge Gainsbourg) — станція 11-ї лінії Паризького метро. 
Названа на честь Сержа Генсбура.
Розташована під бульваром Женерал-Леклерк-де-Отеклок у Ле-Ліла, департамент Сена-Сен-Дені, за кілька кілометрів на схід від меж Парижа. 
Проектна назва — Ліберті.
Введена в експлуатацію 13 червня 2024 р.

## Виходи
Станція має два виходи, на площу Анрі-Дюнан на заході та біля перехрестя Рю-де-ла-Ліберте на сході. 
Західний вхід має форму кіоску, невеликої легкої будівлі, що веде до каси, має сходи, два ескалатори та два ліфти. 